# Brit Awards de 1995
O Brit Awards de 1995 foi a 15ª edição do maior prêmio anual de música pop do Reino Unido.  Eles são administrados pela British Phonographic Industry e ocorreram em 20 de fevereiro de 1995 no Alexandra Palace em Londres. Blur ganhou quatro prêmios, o máximo que qualquer artista ganhou em uma única cerimônia.

## Performances
- Blur – "Girls & Boys"
- East 17 – "Let It Rain"
- Eddi Reader – "Patience of Angels"
- Elton John – "Believe", "Philadelphia Freedom" & "I'm Still Standing"
- Eternal – "Baby Love"
- Sting & M People – "Set Them Free"
- Madonna – "Bedtime Story"
- Take That – "Back for Good"

## Vencedores e nomeados
| Álbum Britânico do Ano | Produtor Britânico do Ano |
| --- | --- |
| - Blur – Parklife - Eternal – Always & Forever - Massive Attack – Protection - Oasis – Definitely Maybe - Pink Floyd – The Division Bell | - Nellee Hooper - Ed Buller - Stephen Street - Trevor Horn                                                                                          |
| Single Britânico do Ano | Vídeo Britânico do Ano |
| - Blur – "Parklife" - Blur – "Girls & Boys" - East 17 – "Stay Another Day" - Oasis – "Live Forever" - Wet Wet Wet – "Love Is All Around" Eliminado - China Black – "Searching" - D:Ream – "Things Can Only Get Better" - The Grid – "Texas Cowboys" - Michelle Gayle – "Sweetness" - Tom Jones – "If I Only Knew" | - Blur – "Parklife" - Jamiroquai – "Space Cowboy" - The Rolling Stones – "Love Is Strong" - Seal – "Prayer for the Dying" - Suede – "The Wild Ones" |
| Artista Solo Masculino Britânico | Artista Solo Feminina Britânica |
| - Paul Weller - Elvis Costello - Eric Clapton - Morrissey - Seal | - Eddi Reader - Des'ree - Kate Bush - Lisa Stansfield - Michelle Gayle                                                                              |
| Grupo Britânico | Melhor Revelação Britânica |
| - Blur - Eternal - M People - Oasis - Pink Floyd | - Oasis - Echobelly - Eternal - PJ & Duncan - Portishead                                                                                            |
| Artista Dance Britânico | Melhor Gravação de Trilha Sonora |
| - M People - The Brand New Heavies - Eternal - Massive Attack - The Prodigy | - Pulp Fiction - Forrest Gump - Four Weddings and a Funeral - The Lion King - Philadelphia                                                          |
| Artista Solo Masculino Internacional | Artista Solo Feminina Internacional |
| - Prince - Bryan Adams - Luther Vandross - Warren G - Youssou N'Dour | - k.d. lang - Kylie Minogue - Madonna - Sinéad O'Connor - Tori Amos                                                                                 |
| Grupo Internacional | Melhor Revelação Internacional |
| - R.E.M. - Counting Crows - The Cranberries - Crash Test Dummies - Neil Young & Crazy Horse | - Lisa Loeb - Carleen Anderson - Counting Crows - Marcella Detroit - Warren G                                                                       |

### Contribuição Excepcional para a Música
- Elton John